# Château de Moermond
Le château de Moermond est un château situé dans le village de Renesse à Schouwen-Duiveland. Le château se compose d'un bâtiment carré en briques et d'extensions ultérieures du début du XVIe siècle et de la fin du XXe siècle et est entouré de douves.

## Histoire
Le troisième château actuel a été construit à côté des fondations du château original de Costijn van Zierikzee, qui a été construit entre 1229 et 1244 et dont seuls quelques murs ont été conservés. Le deuxième château, possession du nouveau propriétaire Aernoud van Haamstede, a probablement été construit avant 1339 et, à l'exception de la porte d'entrée, a été détruit en 1454. Le nouveau château de Moermond date de 1513. Jacob van Serooskerke a reconstruit le château pour la troisième fois et a utilisé l'ancienne porte d'entrée et l'a transformée en tour résidentielle.

## Occupants

### De Renesse
Les seigneurs de Renesse, Heren van Renesse, appartenaient peut-être à une branche cadette des comtes de Hollande. Costijn van Zierikzee fut le premier seigneur de Renesse, ce qui est clairement attesté. En 1229, il échangea ses terres de Zierikzee contre les terres de Floris IV, comte de Hollande, situées dans la partie occidentale de l'île de Schouwen, à l'exception de Burgh et de Haamstede. Peu après 1229, le château d'eau rond de Moermond fut construit sur ordre de Costijn. En 1244, le comte Guillaume II de Hollande visita le château de Moermond, où il émit une charte : « in domini Costini militis domo apud Rietnesse ».
Costijn van Zierikzee / Renesse eut au moins deux fils : Jan (vers 1250 - vers 1294) et Costijn. Jan se rebella contre Holland. En 1289, il rendit hommage au comte de Flandre Guy pour le château de Moermond. En 1291, il se réconcilia avec Floris V, comte de Hollande. Jean eut Jean III, seigneur de Renesse (1268-1304), Henri et Costijn. Costijn, frère de Jean, décédé en 1294, eut un fils, Jan van Haamstede, qui mourut sans descendance en 1295. Le château d'Haamstede fut alors attribué à Witte van Haemstede, sans lien de parenté, en 1299.
Jean III entra en conflit avec Wolfert Ier van Borselen (nl) (vers 1245-1299), ce qui mena au siège du château de Moermond en 1297. Melis Stoke (vers 1235-vers 1305) écrivit :
Dus belachmen Moermond. Men lachter voer ene stont,
Eer ment ghewan end sijt opgaven.
Al had ghecost vele haven,
Men most breaken alt male,
Van boven neder toten dale.
Moermond fut ainsi assiégé.
On campa devant lui pendant un certain temps,
Avant qu'il ne se rende,
Le siège coûta beaucoup de biens,
Il fallut tout démolir,
De haut en bas.
Après la mort de Wolfert Ier et de Jean Ier, comte de Hollande, en 1299, Jan retourna en Zélande. En 1301, il se rebella contre Jean II, comte de Hollande, et en 1303, il participa à l'invasion flamande de la Hollande et d'Utrecht. En 1304, il se noya en traversant la Lek. La défaite de Jan entraîna la perte du contrôle de Schouwen par la famille Van Renesse. En 1312, Hendrik et Costijn van Renesse cédèrent leurs terres à Schouwen / Renesse à Guillaume III de Hollande en échange des terres comtales de West Baarland, Bakendorp et Oudelande.

### De Haamstede
En 1313, Witte van Haemstede (vers 1281-1321) obtint toutes les terres qui appartenaient à Jean III van Renesse et à ses frères. Il obtint également Haamstede, qui avait appartenu au neveu de Jean III, bien qu'il ait pu l'obtenir plus tôt (voir ci-dessus). Witte réunifia ainsi une partie des domaines qui avaient appartenu à Costijn van Zierikzee / Renesse. Il semblerait que Witte ait trouvé une résidence intacte au château de Haamstede, et seulement des ruines à Renesse / Moermond. Witte changea son nom en Van Haamstede et en fit sa résidence.
Witte eut trois fils : Floris Ier van Haamstede (nl), Arnoud van Haamstede et Jan van Haamstede. En 1335, l'héritage de Witte fut partagé entre Floris et Jan, d'une part, et Arnoud, d'autre part. Arnoud van Haamstede construisit le deuxième château de Moermond. Il fut tué entre 1346 et 1349. Les Van Haamstede étaient résolument du côté du parti des Crochets pendant les premières années des guerres des Crochets et des Cabillauds. En 1351-1352, le camp des Crochets perdit la première manche de ces guerres, ce qui pourrait avoir entraîné des dommages importants au château de Moermond.
Marguerite, la fille d'Arnoud, était encore célibataire au début de 1351. Elle épousa plus tard un seigneur du parti des Crochets, Wouter van Heemskerk. De ce fait, elle se retrouva à nouveau du côté des perdants lors du siège et de la prise du château Marquette de Wouter en 1358-1359. Il est fort possible que le château de Moermond ait également été endommagé à cette époque. En 1360, Marguerite accepta de payer 7 000 écus pour réconcilier son mari avec le comte de Hollande.
En avril 1361, Wouter van Heemskerk et Marguerite de Moermond furent autorisés à construire un polder dans une zone située entre Schouwen et Noord-Beveland. Wouter van Heemskerk mourut sans enfant en 1380. Selon toute apparence, Moermont revint alors à la branche principale des Van Haamstede. En 1396, un Arnout van Moermont ende van Haemstede est mentionné. Vers 1500, le château de Moermont était devenu une ruine.

### De Serooskerke

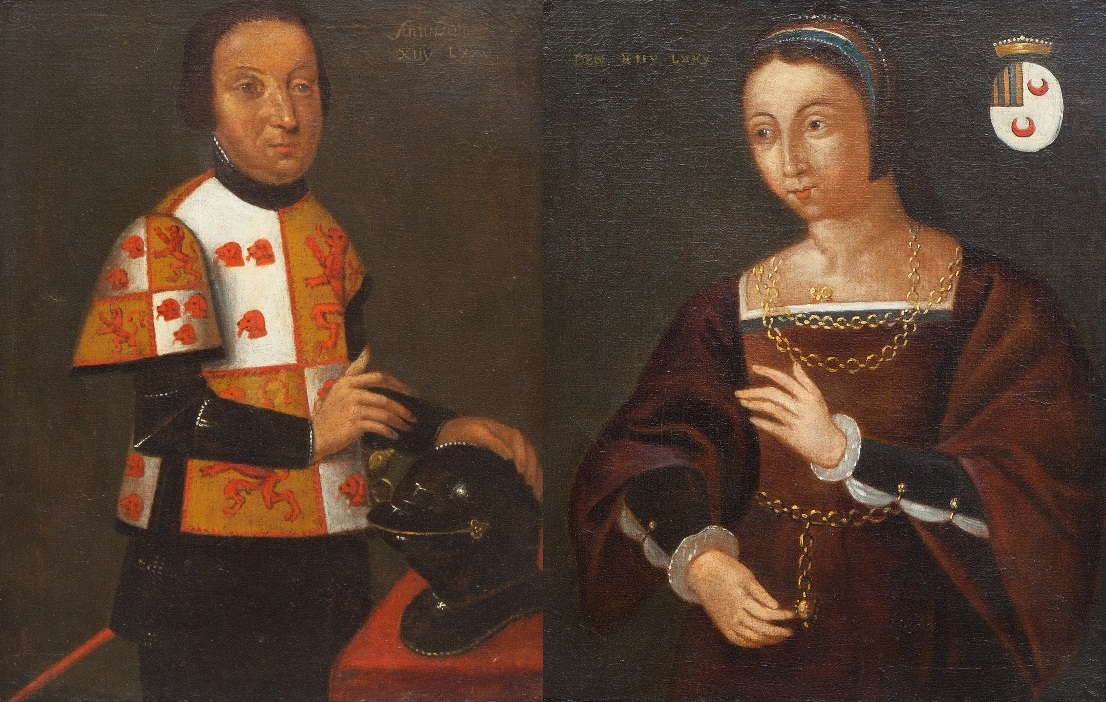
Jacob van Serooskerke et Jacoba van den Eynde

Pieter van Tuyll Hugenzone (1430-1492) devint seigneur de Welland et Serooskerke en 1483. Il changea alors son nom en Van Serooskerke. Son fils Jacob était écuyer en 1500. Il acquit Moermont, Stavenisse et Westkerke. En 1500, il épousa Jacqueline van den Eynde. En 1513, Jacob van Serooskerke transforma l'ancienne batisse d'entrée du deuxième château en maison de campagne.
Jeronimus van Serooskerke (1500-1571) fut le deuxième propriétaire Van Serooskerke de Moermond. Il devint burgrave de Zélande en 1547, lieutenant-amiral et gouverneur de Bergen op Zoom. Il construisit le château de Stavenisse en 1653, il est donc probable qu'à partir de cette époque, Moermond ne fut plus la résidence principale de la famille. Philibert van Serooskerke (1537-1579) était seigneur de Serooskerke, Popkensburg, Moermond et Stavenisse. Il était également burgrave de Zélande et gouverneur de Bergen op Zoom.
Hendrik van Tuyll van Serooskerke (1574-1627) fut probablement le dernier Van Serooskerke à posséder le château de Moermond. Hendrik était maire de Tholen, adjoint aux États généraux et envoyé spécial en Angleterre. En 1620, il était seigneur de Stavenisse, Tienhoven et Rijnhuizen. En 1593 César Porquin fut mentionné comme propriétaire, il mourut en 1612.

### De Zuidland et de Wijngaarden
En 1612, Iman van Zuidland (1585-1638), plus tard maire de Zierikzee, acheta Moermont. Iman a apporté de nombreux changements qui ont donné au château son aspect actuel de manoir des XVIe et XVIIe siècles. Catharina van Zuidland, la fille unique d'Iman, épousa Daniël Oem van Wijngaarden en 1634.
Daniël Oem van Wijngaarden (vers 1626-1688) était baron de Wijngaarden, président du Hof van Holland, membre de la chevalerie de Hollande, membre des États généraux, , etc. Leur deuxième fille Jacoba, dame de Moermond, est décédée célibataire.

### Kemp
Vient ensuite Pieter Kemp, seigneur de Bommenede, Moermond et Zuidland. Il épouse Anthonia Hoffer. Leur fille apporte Moermond à M. van Schuilenburgh. En 1751, Pieter van Schuilenburgh (1714-1764) procède à d'importants travaux de rénovation, « afin qu'il puisse à nouveau accueillir un gentilhomme et sa compagnie ». Il épouse la portraitiste en miniature Maria Machteld van Sypesteyn (en) (1724-1774), qui signe Schuylenburch à Moermont.
En 1788, Cornelis Ascanius van Sijpesteyn devient propriétaire de Moermont. Après l'invasion prussienne de la Hollande en septembre 1787, Moermont est pillé par une foule orangiste.

### De IJsselstein et de Adrichem
Plus tard, le château de Moermond fut acquis par les familles Van IJsselstein et Van Adrichem. En 1871, il fut acquis par Me C. van der Lek de Clerq, notaire à Zierikzee et membre du Sénat néerlandais. En 1908, le propriétaire de l'époque fit entreprendre des rénovations structurelles par l'architecte Joh. Hoogenboom. Celles-ci furent achevées début 1911. La rénovation ne visait pas à restituer au château de Moermont son état de 1513 ou même de 1613.

### Vriesendorp

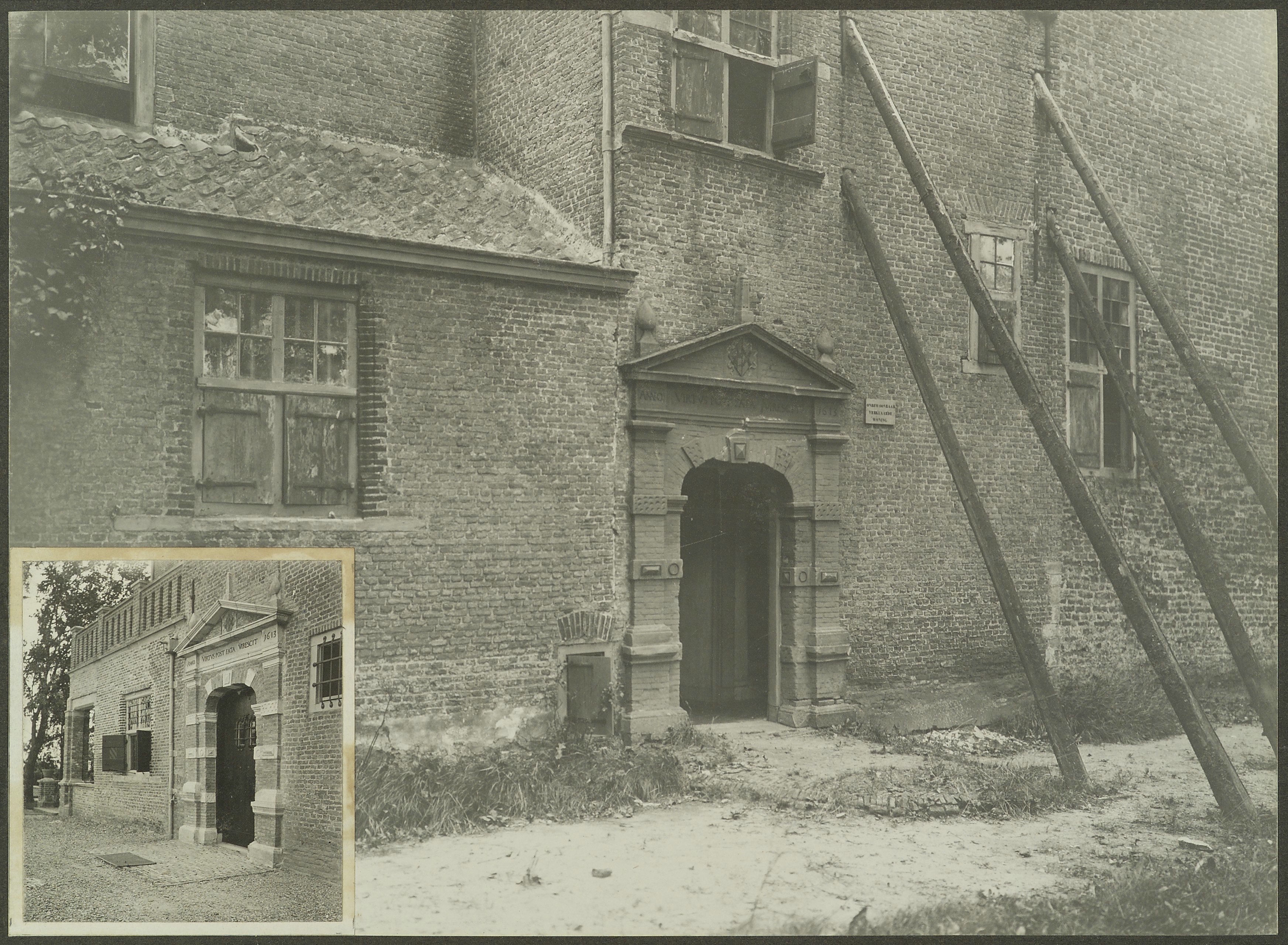
Rénovation de 1911.

En 1910, M. J.J. Vriesendorp, originaire de Dordrecht, acheta le château de Moermond à M. J.F. van der Lek de Clerq. En février 1911, une restauration plus complète fut lancée et adjugée pour 9 506 florins. En août 1917, un bombardement aérien manqua de peu le château, et quelques bombes atterrirent dans le jardin.
Vriesendorp prit en charge la (re)construction du mur d'enceinte composé des douves. Il conserva une importante collection de porcelaines et d'armes au château.
Le 10 décembre 1944, dix jeunes hommes furent exécutés dans des conditions atroces sur la pelouse du château de Moermond. Ils avaient tenté d'échapper au travail forcé en Allemagne, mais furent rattrapés. Ils furent ensuite pendus, comme s'ils étaient des criminels. La population locale fut contrainte d'assister à l'exécution, et les corps furent laissés pendus pendant 36 heures. L'affaire est connue sous le nom de « Les Dix de Renesse ». Un monument se dresse près de l'entrée du parc du château.

### L'inondation de la Mer du nord de 1953
La crue de la mer du Nord du 31 janvier 1953 a également inondé Schouwen. De la fenêtre de la tour, Jacob Vriesendorp a vu l'eau se précipiter vers le château. Il a pu sauver quelques petites œuvres d'art et de l'argenterie en les faisant monter à l'étage, mais tout le mobilier, et même les tableaux, n'ont pas pu être sauvés. L'eau de mer a ensuite tout détruit, même les portes et les boiseries, et les bâtiments ont été inondées d'eau salée jusqu'à une hauteur de deux mètres.

### La Fondation du château de Moermond
En 1954, la Stichting Slot Moermond (Fondation du château de Moermond en français) a été fondée. Grâce à un don de 172 000 florins en provenance de la Suède, le château a été restauré.

### Campagne de rénovation de 1956
En novembre 1956, les vestiges du premier château de Moermont ont été découverts. En février 1957, les vestiges du deuxième château ont été découverts.

### L'écoleOutward Bound
En 1960, la branche néerlandaise d'Outward Bound (en) décida de fonder une école au château de Moermond. Cette initiative bénéficia du soutien de grandes entreprises néerlandaises et d'un don de la Fondation Bernard Van Leer (nl). Le coût était de 300 florins par personne pour un cours d'un mois. L'école Outward Bound signa un bail de 10 ans pour le château de Moermond. En 1961, le lieutenant-colonel J.H. Ranst, officier commando, devint directeur de l'école.
Au départ, l'entraînement physique, financé par les grandes entreprises, suscita la méfiance, notamment du côté des partis de gauche et des chrétiens. Au cours des années 1960, le programme à Moermond évolua, passant de la formation du caractère à l'épanouissement personnel et à la découverte de soi. Si les groupes étaient d'abord encadrés par des moniteurs sportifs, ceux-ci furent remplacés par des travailleurs sociaux à la fin des années 1960. En 1971, Outward Bound quitta Moermond, le coût du site étant de 50 000 florins par an.

### Centre d'enseignement portuaire de Moermond
En 1972, les fondations pour l'enseignement portuaire d'Amsterdam et de Rotterdam, ainsi que trois syndicats du transport, fondèrent la fondation Centre d'enseignement portuaire de Moermond, qui loua ensuite le château de Moermond. Ils souhaitaient l'utiliser pour la formation des jeunes travailleurs portuaires, des formations diverses et des conférences. Le château fut ensuite rénové à cet effet. L'orangerie fut également utilisée et un dortoir séparé fut construit. La formation des syndicalistes se déroulait en internat. Les organisations patronales utilisaient également Moermond pour leurs activités. Ces activités étaient financées par une fondation sociale, le Sociaal Fonds, dont les ressources financières diminuèrent dans les années 1970. En 1977, les syndicats décidèrent de quitter Moermond.

### L'Oosterscheldekering(1979-1986)
En 1979, le château de Moermond fut loué aux ouvriers qui construisirent l'embouchure de l'Escaut oriental (ou Oosterscheldekering). Pendant la construction de l'ensemble des travaux de barrage, Moermond servit aux ingénieurs pour la planification. Moermond servit également à recevoir les nombreux visiteurs du Plan Delta. Cette période s'acheva fin 1986.

### Centre de congrès du château de Moermond

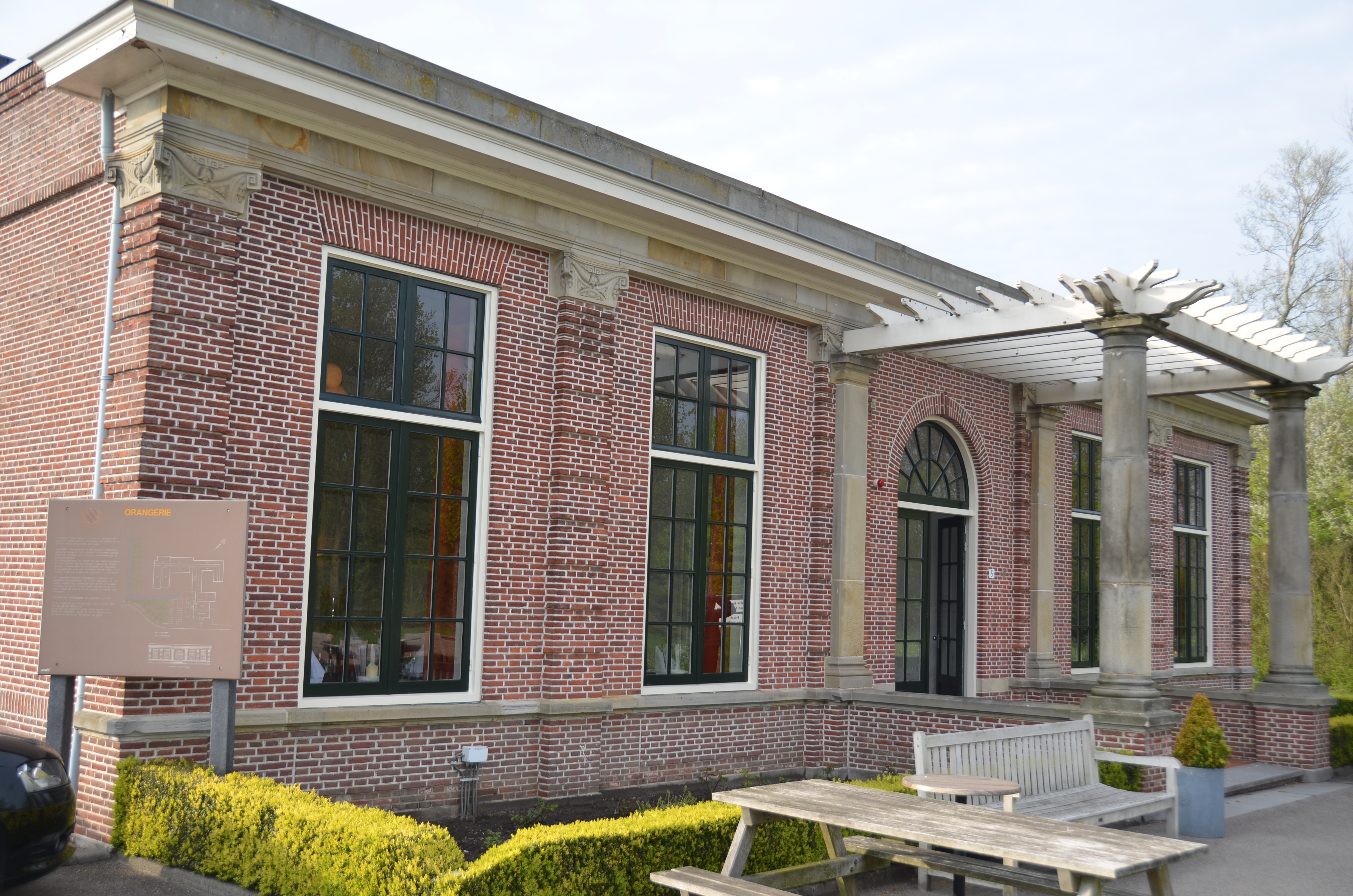
L'Orangerie.

En 1987, le château prit le nom de Congrescentrum Slot Moermond. En 1990, l'orangerie fut transformée et dotée d'une salle de petit-déjeuner, de deux salles de conférence et de 34 chambres doubles, remplaçant les chambres individuelles utilisées par les ouvriers du barrage. Le château continua d'être utilisé pour des séminaires et des cours, ainsi que pour les déjeuners et les dîners.

### Hotels Fletcher
Le 1er décembre 2013, l'hôtel a rejoint le groupe Fletcher Hotels. Fletcher présente l'hôtel sous le nom de Fletcher Landgoed Hotel Renesse. Il comprend un restaurant dans l'Orangerie et un bâtiment attenant. Le château est également géré par Fletcher, mais ne fait pas partie intégrante de l'hôtel. Il peut être loué pour des réunions, des fêtes et des congrès, et constitue un lieu de mariage très prisé en Zélande.
Le parc du château est en accès libre. Il constitue une réserve naturelle de 45 hectares.

## Réutilisation
La catastrophe des inondations de 1953 a causé de gros dégâts au château. Après restauration, le château fut successivement utilisé comme institut de formation et centre de conférences. Il est actuellement, depuis 2021, utilisé comme restaurant et centre de conférence. En raison du changement de destination, un nouveau bâtiment a été construit à l'arrière, qui ne tenait pas compte du style original du château. Presque tout l’intérieur a également été perdu.

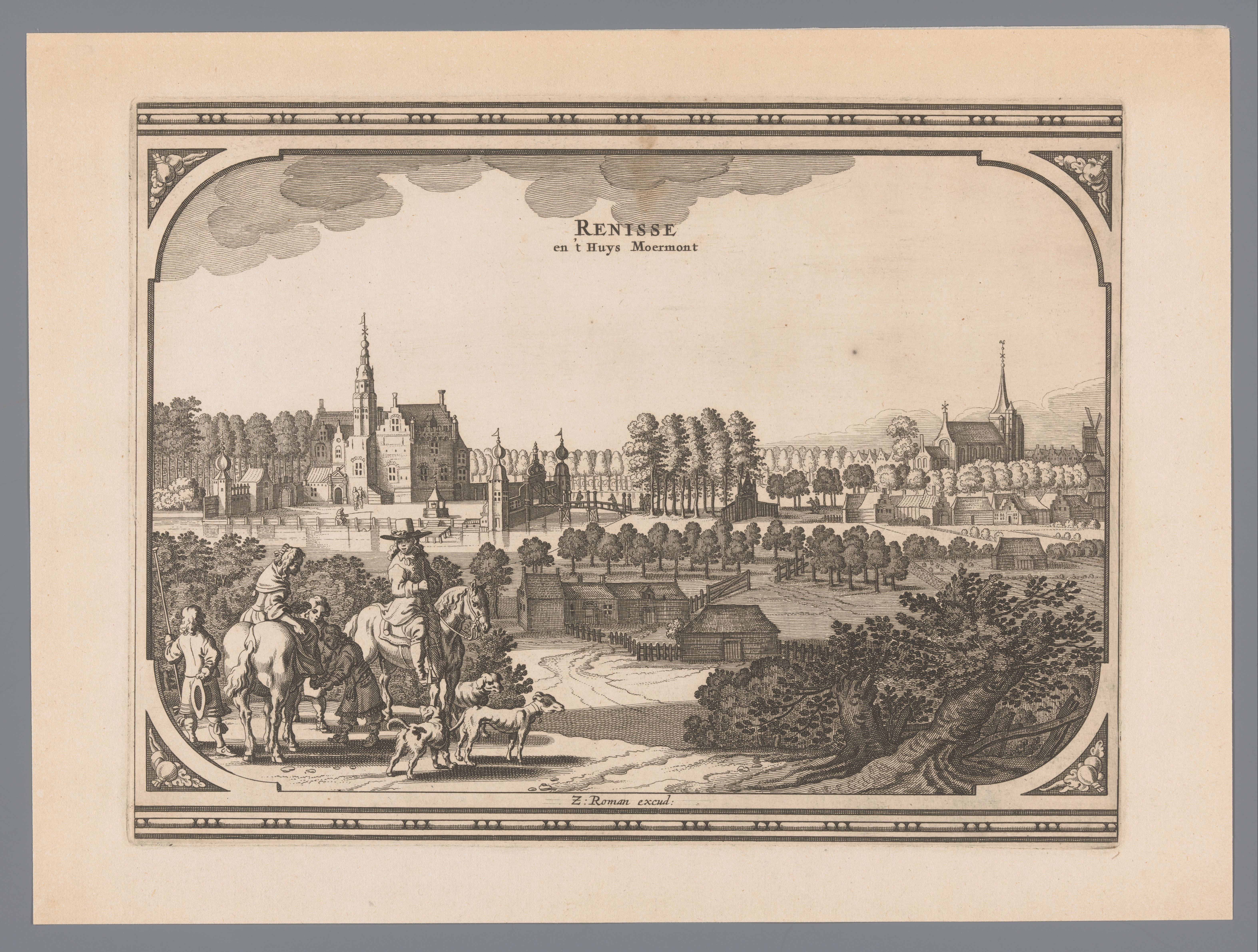
Gravure du château et deu village de Renesse vers 1656.
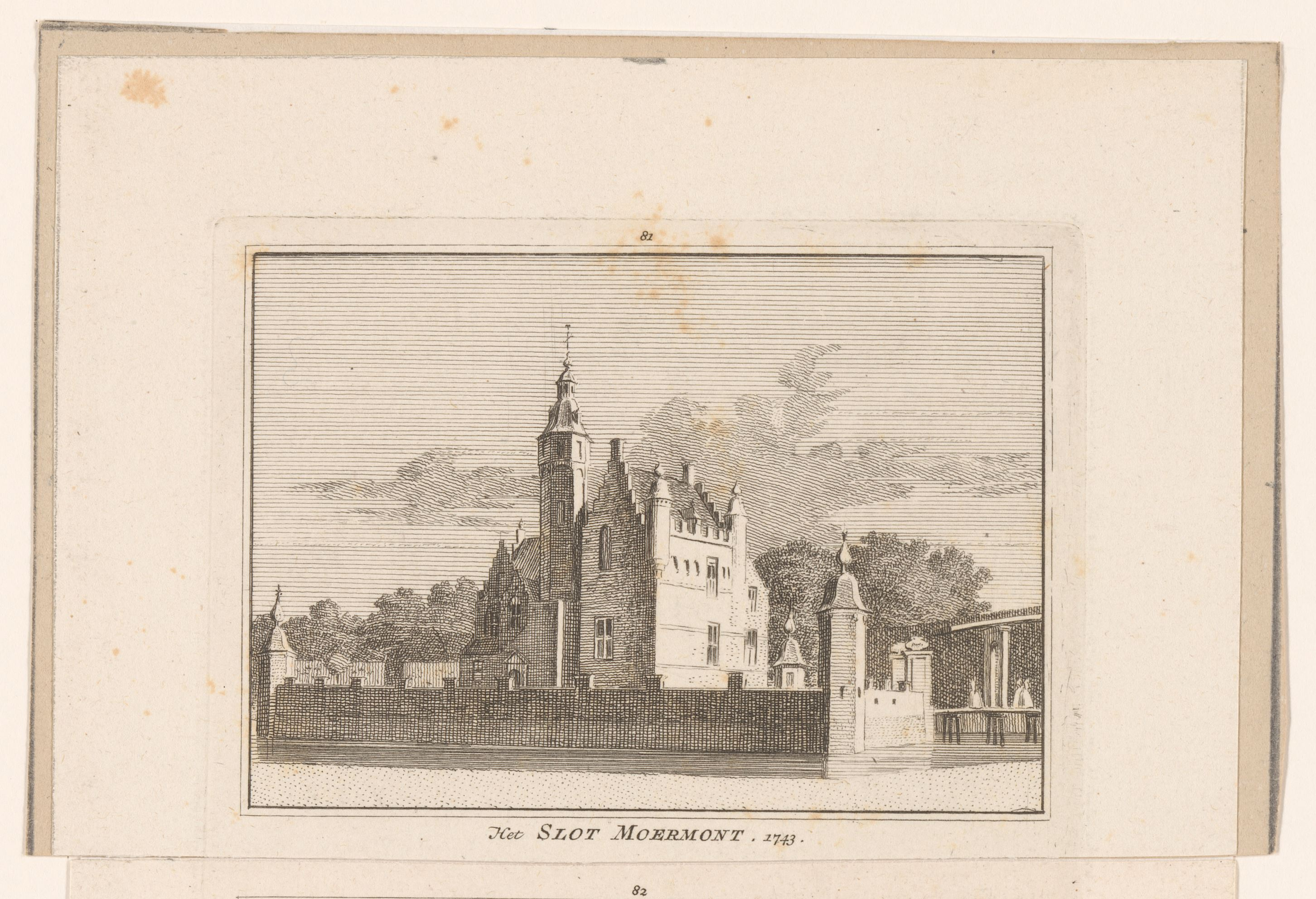
Gravure du château vers 1743.
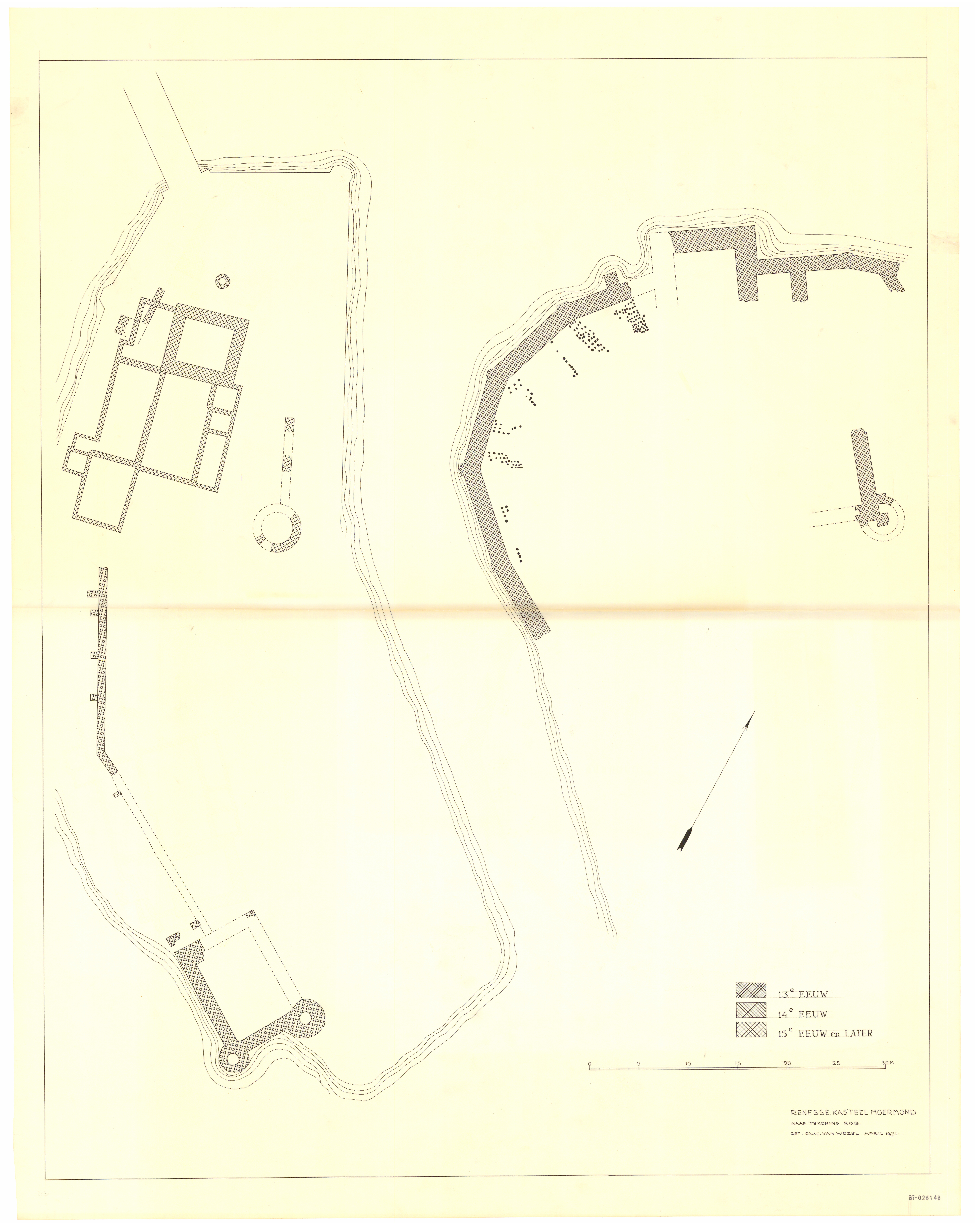
Plan de restitution de la campagne de fouilles du château de 1971.
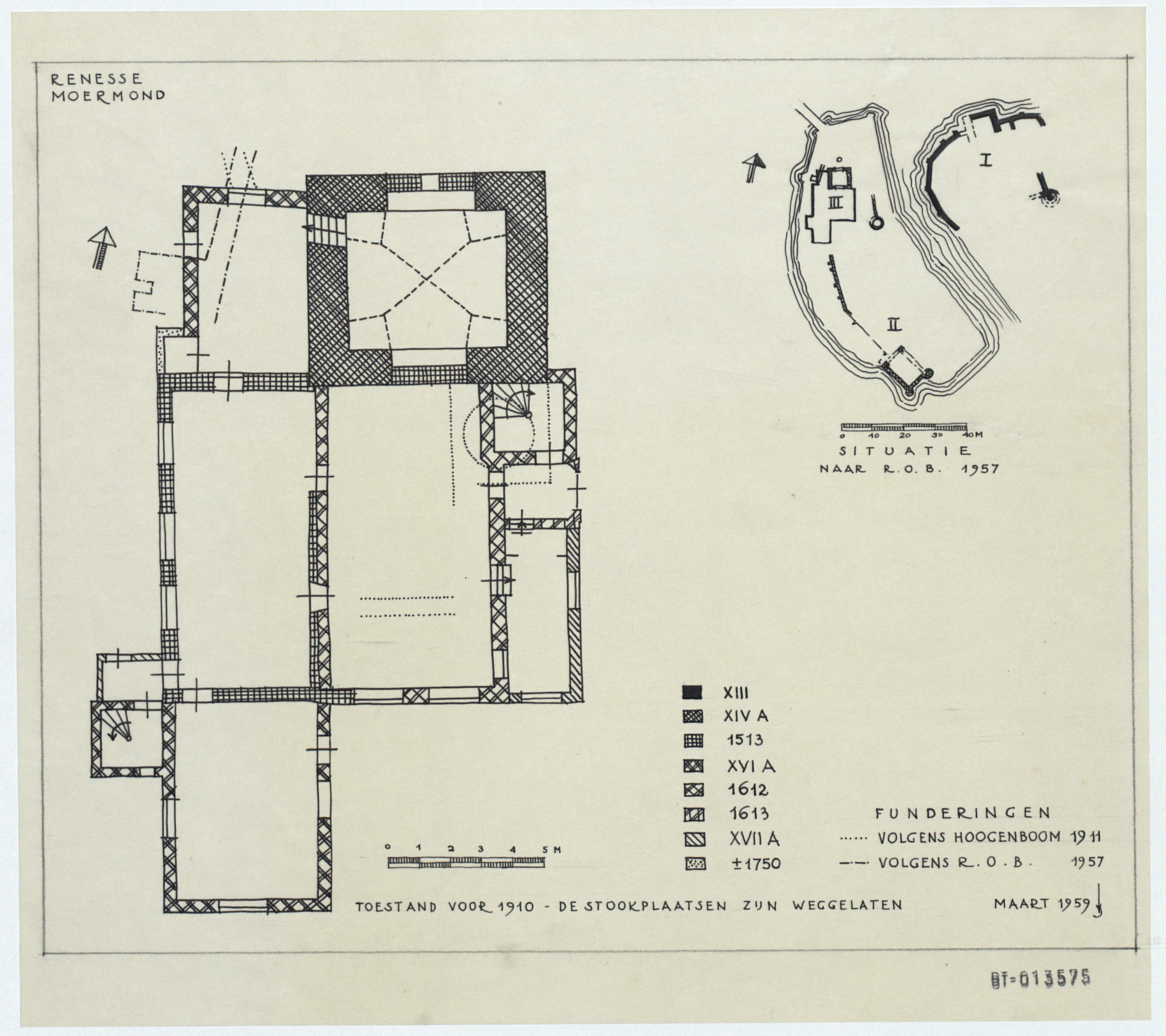
Plan du château de Moermond établi en 1959.

## Biographie
- "Van Tuyll van Serooskerken", Nederland's Adelsboek, Centraal Bureau voor Genealogie, pp. 439–461, 1911
- "Monumenten Nieuws, Zeeland", Bulletin van de Koninklijke Nederlandse Oudheidkundige Bond, Koninklijke Nederlandse Oudheidkundige Bond, p. 104, 1959, doi:10.7480/knob.6.1959.12
- Van der Aa, A.J. (1863), "Oem van Wijngaarden (Daniël)", Biographisch woordenboek der Nederlanden, J.J. va Brederode, Haarlem
- Stoke, Melis (1305), Rijmkroniek van Holland, Huygens ING
- Van Mieris, Frans (1753), Groot charterboek der graaven van Holland, van Zeeland, en heeren van Vriesland, vol. I, Pieter vander Eyk, Leyden
- Van Mieris, Frans (1754), Groot charterboek der graaven van Holland, van Zeeland, en heeren van Vriesland, vol. II, Pieter vander Eyk, Leyden
- Van Mieris, Frans (1755), Groot charterboek der graaven van Holland, van Zeeland, en heeren van Vriesland, vol. III, Pieter vander Eyk, Leyden
- Nagtglas, F. (1880), Zelandia illustrata: verzameling van kaarten, portretten, platen enz betreffende de oudheid en geschiedenis van Zeeland, vol. II, J.C. & W. Altorffer, Middelburg, pp. 208–213
- Renaud, J.G.N. (1971), "Moermond", Bulletin van de Koninklijke Nederlandse Oudheidkundige Bond, Koninklijke Nederlandse Oudheidkundige Bond, pp. 76–79
- Stenvert, Ronald; Van Cruyningen, Piet (2003), Monumenten in Nederland. Zeeland, Rijksdienst voor de Monumentenzorg, Waanders, p. 210